# Grønlændernes saga
Grønlænderses saga er en islændingesaga. Sagaen handler om  hvordan Erik den Røde og de som fulgte ham bosatte sig i Grønland. Den fortæller derefter om flere ekspeditioner vest for Grønland, udført af Erik den Rødes børn og af Thorfinn Karlsefni. Handlingen i sagaen foregår fra ca. 870  til 1030. Dele af den har træk, som omtalen af Torsteins spådom, men det antages at den indeholder en stor kærne af historiske hændelser.
Denne saga og Eiríks saga rauða er de to eneste skriftlige kilder som fortæller om den norrøne ekspedition til Nordamerika. Sagaen er antagelig skrevet en gang i 1200-tallet på Island og er blevet bevaret i Flatøbogen som blev nedskrevet en gang i slutningen af 1300-tallet. De første ni kapitler af sagaen er antagelig en senere tilføjelse fra Landnámabók, men bortset fra dette må sagaen være ældre end Eiríks saga rauða og udgør en af kilderne for denne.

## Sammendrag af handlingen

### Bosætningen af Grønland
Eirik Raude udvandrede fra Norge til Island sammen med sin far på grund af nogle drab han har begået. På Island finder Eirik sig en hustru, Tjodhild. Igen bliver han involveret i stridigheder, slår en mand ihjel og bliver udråbt som fredløs på Altinget. Han beslutter at sejle vestover og søge efter det land som en mand ved navn Gunnbjørn har set da han kom ud af kurs.
Erik den Røde sætter sejl fra et sted i nærheden af Snæfellsjökull og når kysten af et snebedækket land. Han sejler sydover langs kysten for at søge efter et område som ville kunne være en mulighed for en bosættelse. Efter to års udforskning af landet drager han tilbage til Island og fortæller om sine opdagelser. Han har navngivet det land han har udforsket. Han kalder det for Grønland fordi han siger at folk vil blive tiltrukket af landet hvis det har et godt navn.
Efter at have tilbragt en vinter på Island satte Eirik sejl igen med den hensigt at bosætte Grønland. Han fik med sig hele 30 skibe, men kun fjorten nåede frem. Eirik grundlagde sin gård Brattahlíð på det sydvestlige  Grønland og blev selv en respektabel leder for det nye land. Med hustruen Tjodhild fik han sønnerne Leiv Erikson, Torvald Eiriksson, og Torstein Eiriksson foruden den viljestærke datter Frøydis Eiriksdatter.

### Bjarnes rejse
En mand ved navn Bjarne Herjolvsson havde den vane at han tilbragte vintrene vekselvis i Norge og på Island hos sin far. Da han en sommer kom tilbage til Island opdagede han at hans far havde emigreret til Grønland. Han beslutter at følge efter ham dertil selv om han indser at sejladsen ikke er uden farer eftersom hverken ham selv eller nogen i hans mandskab tidligere været så langt mod vest.
Efter at have sejlet i tre dage fra Island kommer Bjarne ud for dårlig vejr med nordlige vinde og tåge, og han mister retningen. Efter flere dage med ruskvejr skinner solen igen og Bjarne når til et skovklædt land. Da han  forstår at dette ikke er Grønland gør han ikke landgang, og sejler videre. Han finder to andre landområder, men heller ikke disse passer til beskrivelsen af Grønland sådan at han, trods mandskabets nysgerrighed, ikke går i land. Til slut når skibet Grønland og Bjarne bosætter sig der.
Beskrivelsen af Bjarnes sejlads er unik for Grønlændernes saga. Bjarne nævnes ikke i Eiríks saga rauða som giver æren til Leif for opdagelsen af nyt land.

### Leifs ekspedition
Leif Eriksen blev interesseret i Bjarnes opdagelser og købte et skib af ham. Han hyrede et mandskab på 35 mænd og beder Eirik om at lede ekspeditionen mod vest. Eirik er modvillig og mener at han er blevet for gammel, men bliver efterhånden overtalt. Da han rider ned til skibet snubler hesten og Eirik falder af og skader den ene fod. Han betragter dette som et dårligt varsel, og siger: «Det er vel ikke sådan at jeg skal finde flere lande end det vi nu bor i.» Således blev det til at det er Leif Eriksen som leder ekspeditionen.
Efter at de sejlede ud fra Brattalið finder Leif og mandskabet de samme landområder som Bjarne havde opdaget tidligere, men i modsat rækkefølge. Først kom de til et islagt land. De går i land og finder det ikke  interessant. Leif navngiver området for «Helleland» eftersom det er dækket med flade stenhøje. De sejler videre og finder et skovklædt med hvide strande. Leif kalder det for «Markland», og de sejler videre.
Derefter sejler Leif i to dage med en nordøstlig vind og kommer til et nyt land som synes lovende. De beslutter at bliver der vinteren over. Landets natur var sådan, mente de, at der ikke var vinterfrost. Dag og nat var mere ligeværdig end på Grønland eller Island.
Eftersom Leif og hans mandskab udforskede landet fandt de vinbær (vínber) og Leif gav navn til stedet som han kaldte for «Vinland». Sagaen nævner at det er Leifs tyske fosterfar Tyrke som finder druerne og som sydlænding genkender han dem. Det virker som en litterær forklaring. Navnets betydning har nok ændret sig i efterleveringerne. Mere sandsynlig kom navnet fra det norrøne ord «vin» for «åbne græsmarker» som de norske stednavne Bjørgvin (Bergen) og Granvin.
Om foråret sejlede ekspeditionen mod Grønland lastet med tømmer og vinranker. På rejsen kom de over et skibsbrud og bjergede en gruppe nordmænd. Efter dette blev Leif betragtet som en mand med lykke og blev kaldt for «Leif den Lykkelige».

### Torvalds ekspedition
Leifs rejse blev diskuteret stort og længe på Brattalið og Leifs bror Torvald mente at Vinland ikke var nok udforsket. Leif tilbyder ham sit skib for en ny sørejse dertil. Med et mandskab på tredive mand sejler Torvald til det sted hvor Leif havde overvintret. De bliver der vinteren over og lever af at fiske.
Om foråret udforsker Torvald landet og sejler mod vest. De finder ikke tegn efter mennesker bortset fra en kornmark. De drager så tilbage til lejren for vinteren. Den næste sommer udforsker Torvald området øst og nord for lejren. Et sted kommer de over et skovklædt område.
Torvald gik i land der med hele mandskabet. Da sagde han: «Her er det fint, her skulle jeg gerne bygge mig en gård.» Så gik de ned til skibet igen. På sandstranden så de tre skindbåde og tre mænd under hver båd. Torvald og hans mænd delte sig i tre grupper og tog dem til fange alle sammen undtagen én, han nåede at komme væk med sin båd. De dræbte de andre otte, og så gik de tilbage til stranden og så sig om. Og inde i fjorden  så de nogle må gårde og mente der var bygder der.
De indfødte som de kaldte for skrælinger kom tilbage med en større styrke og angreb Torvald og hans mænd.  De skød med pile på dem for en stund og derefter trak de sig tilbage. Torvald fik et dødelig sår og blev begravet på Vinland. Derefter drog mandskabet tilbage til Grønland.

### Torsteins ekspedition
Torstein Eiriksson besluttede da at drage til Vinland for for at hente broderens lig. Det samme skib blev klargjort igen og Torstein satte sejl med et mandskab på 25 mand og hans hustru Gudrid.
Ekspeditionen nåede aldrig til Vinland og efter at have drevet rundt hele sommeren på havet vendte skibet og sejlede tilbage til Grønland. I løbet af vinteren blev Torstein syg og døde.

### Torfinns ekspedition
Der kom et skib til Grønland fra Norge som var ejet af en rig mand ved navn Thorfinn Karlsefni. Han blev glad for enken Gudrid og de giftede sig. Af sin nye hustru bliver Torfinn opildnet til en ny ekspedition til Vinland. Han besluttede at gøre som hun forslog og hyrede et mandskab på 60 mand og 5 kvinder. 
Ekspeditionen kom frem til Leifs og Torvalds gamle vinterlejr og de blev der vinteren over. Den næste sommer kom en gruppe skrællinger på besøg med skind som de vil handle med. Skrællingerne ville have våben tilbage, men Torfinn nægtede sine folk at bytte våben med dem. I stedet tilbyder han skrællingerne mælk.
I slutningen af sommeren kommer skrællingerne igen tilbage for at handle. Da en af skrællingerne strækker sig efter et norrønt våben slår de ham ihjel. De andre skrællinger løber af gårde.
Torfinn frygtede at de indfødte ville komme tilbage, senere og i et større antal. Han lagde en plan for det kommende slag. Skrællingerne kom tilbage, men nordmændene klarede at slå dem. De blev der resten af vinteren før de sejler tilbage til Grønland om foråret. I løbet af deres ophold fødte Gudrid deres søn og de kalder ham Snorre.

### Frøydis ekspedtion
Eriks datter Frøydis ville også have æren og rigdommen som Vinlandsfarerne havde fået. Hun aftaler med  islændingene, Helge og Finnboge, at de skal sejle sammen til Vinland og dele indtægterne i to lige halvdele, den ene til dem og den andre til hende. De enes om at tage det samme antal mænd med, men i al hemmelighed tager Frøydis flere med.
I Vinland forråder Frøydis islændingene, overfalder dem og deres mænd når de sover og dræber dem. Sagaen fortæller så:
Nu var alle mænd dræbt, men ingen ville dræbe kvinderne. Da sagde Frøydis: «Giv mig en økse!» De gav hende en. Siden huggede hun de fem kvinder som var der, og de var døde da hun gik fra dem.
Hun ønsker at dække over sit forræderi og truer med at dræbe enhver som fortæller om drabene. Efter et års tid drager hun tilbage til Grønland og der fortæller hun at Helge og Finnboge valgte at blive i Vinland.
Men ikke alle fra sejladsen holder mund og efterhånden kommer der ord om drabene til Leiv Eiriksson. Han får tre af mændene pint og tortureret til de tilstår ugerningerne. 
Sagaen siger så afslutningsvis:
«Jeg nænner ikke at  gøre det med Frøydis, min søster, som hun fortjener,» sagde han, «men jeg spår hende og  hendes mand at der bliver dårlig trivsel i deres afkom.» 
Thorfinn Karlsefni fik god fortjeneste for sine sejladser mod vest. Han slog sig senere ned på Island med Gudrun og sin søn. Efter ham stammer flere af de første biskopper på Island. Sagaen ender med en sætning som synes som et forsøg på at etablere dens troværdighed: «Og Karlsefni var den første der sagde hvordan det gik for sig på de rejser der er fortalt om her.»
Derefter findes der ikke flere oplysninger om den stridbare Frøydis.